# Труда (Сочи)

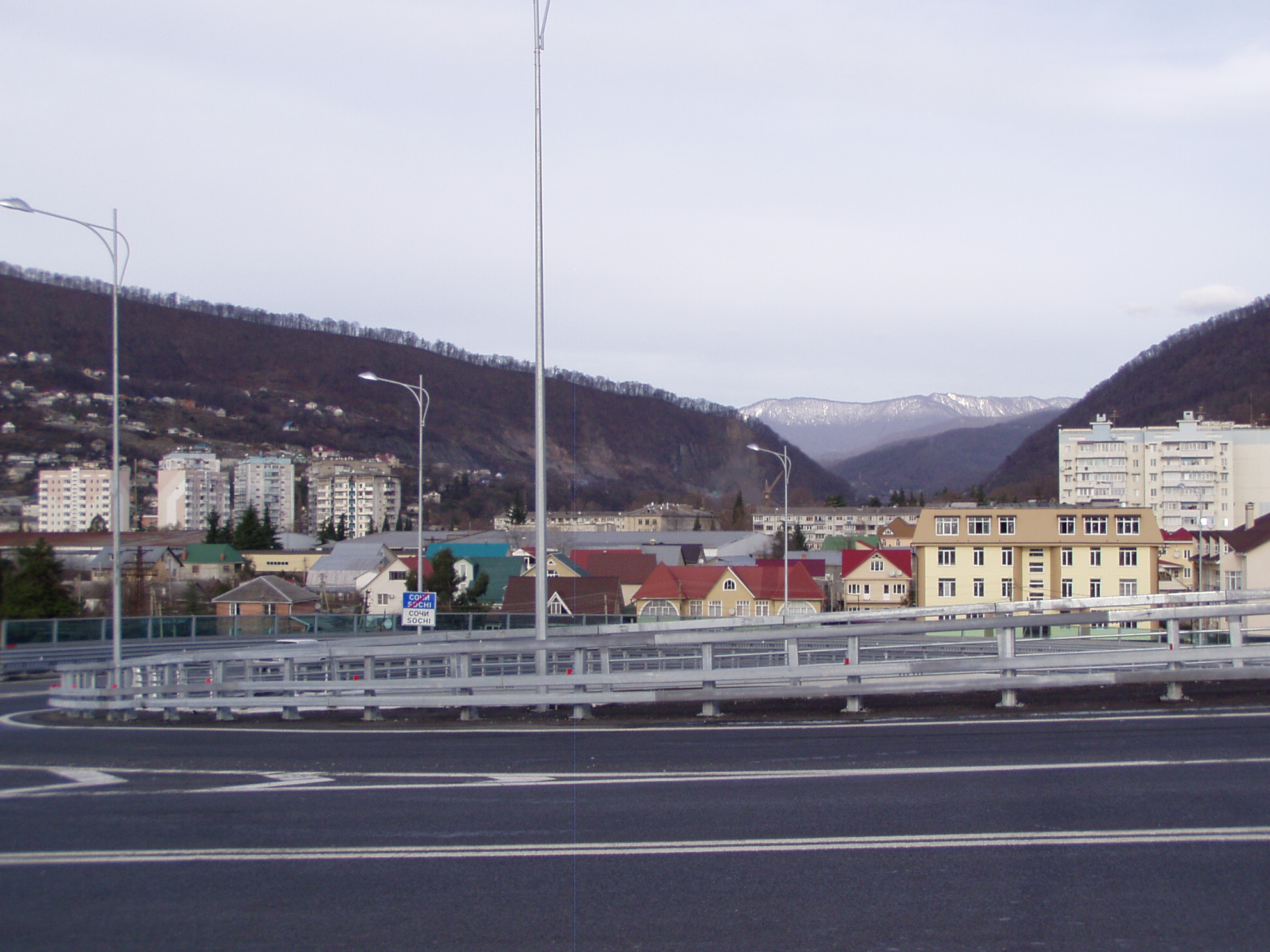
Вид на микрорайон

Труда́ (КСМ) — микрорайон в Центральном районе города Сочи, Краснодарский край, Россия. Расположен на ровной поверхности, в долине реки Сочи, на правом и левом её берегах, в излучине. Находится  у подошвы горы, на которой расположено армянское село Барановка. На северо-восток доходит до ущелья Пластунские ворота, за которым начинается село Пластунка. Две части микрорайона соединены мостом, являющегося связующим звеном между Пластунской и Краснодонской улицами города. Микрорайон назван по имени главной улицы, народное наименование микрорайона — КСМ, то есть «Комбинат строительных материалов» — ныне Завод строительных материалов.

## История
В 1936-1938 на севере микрорайона в ущелье Пластунские ворота Главгидроэнергострой вёл строительство гидроэлектростанции, вложив в него 11 млн. руб., затем законсервировал стройку из-за низких технико-экономических показателей и отсутствия средств. В качестве компенсации были начаты проектно-изыскательские работы по гидроэлектростанции на реке Мзымта.

## Население
Население микрорайона - 5 тыс.чел.

## Улицы
Районообразующая улица — улица Труда. Главная транспортная магистраль — улицы Пластунская и Краснодонская. Другие улицы микрорайона — Кипарисовая, переулки Ряжский и Алекский.

## Достопримечательности
- Молебенный Дом христиан
- Православная часовня
- Барановский тоннель
- Барановский виадук
- Навагинский тоннель (Сочи)